# Ring Magazine Boxer des Jahres
Seit 1922 vergibt das Ring Magazine jährlich den Preis für den Weltboxer des Jahres.

## Boxer des Jahres nach Jahrzehnt

### 1920er
| Jahr | Boxer           | Nationalität       | Anmerkung |
| ---- | --------------- | ------------------ | --- |
| 1922 | Harry Greb      | Vereinigte Staaten | gewann den US-amerikanischen Halbschwergewichtstitel durch einen einstimmigen Punktsieg über Gene Tunney |
| 1923 | Jack Dempsey    | Vereinigte Staaten | verteidigte seinen Weltmeisterschaftstitel im Schwergewicht gegen Tommy Gibbons und Luis Ángel Firpo |
| 1924 | Harry Greb (2)  | Vereinigte Staaten | verteidigte seinen Weltmeisterschaftstitel im Mittelgewicht gegen Johnny Wilson, Fay Keiser und Ted Moore |
| 1925 | Paul Berlenbach | Vereinigte Staaten | gewann den WM-Titel im Halbschwergewicht durch Punktsieg über Mike McTigue im Yankee Stadium in New York City; verteidigte den Titel gegen Jimmy Slattery, Emilio Solomon und Jack Delaney                                    |
| 1926 | Gene Tunney     | Vereinigte Staaten | gewann den WM-Titel im Schwergewicht durch einen einstimmigen Punktsieg über Jack Dempsey vor mehr als 120.000 Zuschauern im Sesquicentennial Stadium in Philadelphia                                                         |
| 1927 | Mickey Walker   | Vereinigte Staaten | verteidigte seinen WM-Titel im Mittelgewicht durch einen K.o.-Sieg gegen Tommy Milligan; gewann auch seine anderen vier Kämpfe in dem Jahr, unter anderem gegen Paul Berlenbach, Boxer des Jahres 1925                        |
| 1928 | Gene Tunney (2) | Vereinigte Staaten | verteidigte seinen Schwergewichtsweltmeistertitel gegen Tom Heeney; trat wenige Tage nach dem Kampf zurück |
| 1929 | Tommy Loughran  | Vereinigte Staaten | verteidigte seinen Halbschwergewichtstitel gegen Jim Braddock, später Schwergewichtsweltmeister und den Boxer des Jahres 1927 Mickey Walker, verlor den Kampf um den US-amerikanischen Schwergewichtstitel gegen Jack Sharkey |

### 1930er
| Jahr | Boxer              | Nationalität       | Anmerkung |                    |
| ---- | ------------------ | ------------------ | --- | ------------------ |
| 1930 | Max Schmeling      | Deutsches Reich    | eroberte als erster Deutscher und erst zweiter Europäer den Schwergewichtsweltmeistertitel durch Disqualifikationssieg gegen Jack Sharkey |                    |
| 1931 | Tommy Loughran (2) | Vereinigte Staaten | |                    |
| 1932 | Jack Sharkey       | Vereinigte Staaten | besiegte Max Schmeling in einem umstrittenen Kampf nach Punkten und wurde somit neuer Weltmeister im Schwergewicht |                    |
| 1933 | keine Preisvergabe | keine Preisvergabe | keine Preisvergabe | keine Preisvergabe |
| 1934 | Tony Canzoneri     | Vereinigte Staaten | |                    |
| 1934 | Barney Ross        | Vereinigte Staaten | verteidigte seinen Halbweltergewichtstitel fünfmal; gewann außerdem die Weltmeisterschaft im Weltergewicht gegen Jimmy McLarnin, verlor allerdings den Rückkampf |                    |
| 1935 | Barney Ross (2)    | Vereinigte Staaten | verteidigte seinen Titel im Halbweltergewicht gegen Henry Woods und Frankie Klick, legte diesen Titel dann ab; gewann das dritte Duell mit Jimmy McLarnin einstimmig nach Punkten und wurde somit erneut Weltmeister im Weltergewicht                                   |                    |
| 1936 | Joe Louis          | Vereinigte Staaten | besiegte unter anderem Jack Sharkey, verlor aber gegen Max Schmeling |                    |
| 1937 | Henry Armstrong    | Vereinigte Staaten | gewann alle seine 27 Profikämpfe in diesem Jahr; knockte Petey Sarron aus und wurde damit Weltmeister im Federgewicht, legte den Titel aber kurz nach dem Kampf ab, um im Leicht- und Weltergewicht kämpfen zu können                                                   |                    |
| 1938 | Joe Louis (2)      | Vereinigte Staaten | gewann seine Titelverteidigungen des Schwergewichtstitels gegen Nathan Mann, Harry Thomas und Max Schmeling vorzeitig; Schmeling knockte er bereits in der ersten Runde nach 2:04 Minuten aus und wurde dafür von der afro-amerikanischen Bevölkerung als Held gefeiert |                    |
| 1939 | Joe Louis (3)      | Vereinigte Staaten | seine Titelverteidigungen gegen John Henry Lewis, Jack Roper, Tony Galento und Bob Pastor vorzeitig |                    |

### 1940er
| Jahr | Boxer              | Nationalität       | Anmerkung |
| ---- | ------------------ | ------------------ | --- |
| 1940 | Billy Conn         | Vereinigte Staaten | verteidigte seinen Halbschwergewichtstitel gegen Gus Lesnevich |
| 1941 | Joe Louis (4)      | Vereinigte Staaten | verteidigte seinen Weltmeistertitel sieben Mal und gewann alle sieben Kämpfe vorzeitig, davon einen per Disqualifikation seines Gegners; im Kampf gegen Billy Conn lag er nach Punkten sogar zurück, ehe er ihn in der dreizehnten Runde ausknockte |
| 1942 | Sugar Ray Robinson | Vereinigte Staaten | gewann unter anderem das erste Aufeinandertreffen mit Jake LaMotta |
| 1943 | Fred Apostoli      | Vereinigte Staaten | der ehemalige Mittelgewichtsweltmeister wurde zum Boxer des Jahres ernannt, obwohl er in diesem Jahr keinen einzigen Kampf absolvierte, da er zu dieser Zeit im Zweiten Weltkrieg kämpfte |
| 1944 | Beau Jack          | Vereinigte Staaten | verlor seinen Weltmeisterschaftstitel im Leichtgewicht in einer knappen Punkteniederlage gegen Bob Montgomery, von dem er im Jahr 1943 den Titel zurückeroberte, nachdem Montgomery ihm den Gürtel zuvor abnahm; im insgesamt vierten Aufeinandertreffen der beiden im August 1944 gewann Beau Jack, allerdings stand bei diesem Kampf der WM-Titel nicht auf dem Spiel |
| 1945 | Willie Pep         | Vereinigte Staaten | verteidigte seinen Titel im Federgewicht |
| 1946 | Tony Zale          | Vereinigte Staaten | Comeback vier Jahre nach seiner Niederlage gegen Billy Conn; sein K.o.-Sieg gegen Rocky Graziano im Kampf um den WM-Titel im Mittelgewicht wurde vom Ring Magazine zum Kampf des Jahres gekürt |
| 1947 | Gus Lesnevich      | Vereinigte Staaten | verteidigte seinen Halbschwergewichtstitel gegen Billy Fox durch TKO |
| 1948 | Ike Williams       | Vereinigte Staaten | Titelverteidigungen seines Leichtgewichtstitels gegen Enrique Bolanos, Beau Jack und Jesse Flores |
| 1949 | Ezzard Charles     | Vereinigte Staaten | gewann den vakanten NBA-Titel im Schwergewicht gegen Jersey Joe Walcott; verteidigte den Titel gegen Gus Lesnevich und Pat Valentino |

### 1950er
| Jahr | Boxer                  | Nationalität       | Anmerkung |
| ---- | ---------------------- | ------------------ | --- |
| 1950 | Ezzard Charles (2)     | Vereinigte Staaten | verteidigte seinen NBA-Titel gegen Freddie Beshore; gewann gegen Joe Louis durch einen eindeutigen Punktsieg und wurde damit allgemein anerkannter Weltmeister im Schwergewicht |
| 1951 | Sugar Ray Robinson (2) | Vereinigte Staaten | verteidigte seinen Mittelgewichtstitel gegen Jake LaMotta durch TKO, verlor den Titel dann nach einer Punktniederlage gegen Randy Turpin und eroberte ihn zwei Monate später durch einen TKO-Sieg zurück |
| 1952 | Rocky Marciano         | Vereinigte Staaten | eroberte den Weltmeistertitel im Schwergewicht gegen Jersey Joe Walcott, obwohl er in der ersten Runde am Boden war und nach Punkten deutlich zurücklag. Er konnte Walcott in der dreizehnten Runde ausknocken; der Kampf wurde Kampf des Jahres 1952. |
| 1953 | Carl Olson             | Vereinigte Staaten | gewann zuerst den vakanten US-amerikanischen Mittelgewichtstitel gegen Paddy Young und dann den vakanten Weltmeistertitel im Mittelgewicht gegen Randy Turpin |
| 1954 | Rocky Marciano (2)     | Vereinigte Staaten | zwei Siege in Titelverteidigungen seinen WM-Titels gegen Ezzard Charles, der erste durch einen einstimmigen Punktsieg, beim zweiten Sieg knockte er Charles in der achten Rundes aus, musste vorher aber einen Kampfabbruch befürchten, da er eine schwer blutende Nasenverletzung erlitten hatte |
| 1955 | Rocky Marciano (3)     | Vereinigte Staaten | siegte in seinen beiden Titelverteidigungen gegen Don Cockell und Archie Moore durch TKO bzw. K. o. in der neunten Runde; im Kampf gegen den amtierenden Weltmeister im Halbschwergewicht Archie Moore war er in der zweiten Runde am Boden, brachte Moore aber selbst fünfmal zu Fall; trat nach dem Kampf gegen Archie Moore auf dem Höhepunkt seiner Laufbahn zurück und beendete seine Karriere somit als erste Weltmeister im Schwergewicht ungeschlagen |
| 1956 | Floyd Patterson        | Vereinigte Staaten | gewann den Kampf um den vakanten Weltmeistertitel im Schwergewicht durch einen K.o.-Sieg gegen Archie Moore |
| 1957 | Carmen Basilio         | Vereinigte Staaten | verteidigte zuerst seinen Weltmeistertitel im Weltergewicht gegen Johnny Saxton in ihrem insgesamt dritten Aufeinandertreffen und gewann dann den Titel im Mittelgewicht gegen Sugar Ray Robinson durch einen knappen Punktsieg; der Kampf gegen Robinson wurde Kampf des Jahres 1957 |
| 1958 | Ingemar Johansson      | Schweden           | blieb Europameister im Schwergewicht und schlug den bis dato ungeschlagenen Eddie Machen in der ersten Runde K. o.; erster nicht US-Amerikaner seit Max Schmeling, der Boxer des Jahres wurde |
| 1959 | Ingemar Johansson (2)  | Schweden           | schlug Floyd Patterson im WM-Kampf im Schwergewicht durch K.o.-Sieg in der dritten Runde, hatte ihn in dieser Runde insgesamt sieben Mal am Boden |

### 1960er
| Jahr | Boxer               | Nationalität                 | Anmerkung |                    |
| ---- | ------------------- | ---------------------------- | --- | ------------------ |
| 1960 | Floyd Patterson (2) | Vereinigte Staaten           | eroberte den Schwergewichtsweltmeister-Gürtel von Ingemar Johansson durch einen K.o.-Sieg in Runde fünf; damit war Patterson der erste, dem es gelang den Schwergewichtstitel ein zweites Mal zu gewinnen |                    |
| 1961 | Joe Brown           | Vereinigte Staaten           | verteidigte seinen WM-Titel im Leichtgewicht gegen Dave Charnley und Bert Somodio; der Kampf gegen Charnley wurde Kampf des Jahres 1961                                                                   |                    |
| 1962 | Dick Tiger          | Nigeria                      | gewann den vakanten WBA-Titel im Mittelgewicht durch einen Punktsieg gegen Gene Fullmer |                    |
| 1963 | Cassius Clay        | Vereinigte Staaten           | Siege gegen Charley Powell, Doug Jones und Henry Cooper; sein Punktsieg über Jones wurde Kampf des Jahres                                                                                                 |                    |
| 1964 | Emile Griffith      | Amerikanische Jungferninseln | verteidigte seine WBA und WBC-Titel im Weltergewicht gegen Luis Rodríguez und Brian Curvis |                    |
| 1965 | Dick Tiger (2)      | Nigeria                      | eroberte seine WBA- und WBC-Gürtel von Joey Giardello zurück, an den er die Titel 1963 verlor |                    |
| 1966 | keine Preisvergabe  | keine Preisvergabe           | keine Preisvergabe | keine Preisvergabe |
| 1967 | Joe Frazier         | Vereinigte Staaten           | |                    |
| 1968 | Nino Benvenuti      | Italien                      | holte sich die WBA- und WBC-Mittelgewichtstitel von Emile Griffith durch einen Punktsieg zurück und verteidigte die Titel Ende des Jahres gegen Don Fullmer                                               |                    |
| 1969 | José Nápoles        | Kuba                         | gewann den WBA- und den WBC-Titel im Weltergewicht von Curtis Cokes; besiegte Cokes auch im Rückkampf, in beiden Kämpfen gab Cokes auf, und verteidigte die Titel später noch gegen Emile Griffith        |                    |

### 1970er
- 1970 –  Joe Frazier (2)
- 1971 –  Joe Frazier (3)
- 1972 –  Muhammad Ali (2) &  Carlos Monzón
- 1973 –  George Foreman
- 1974 –  Muhammad Ali (3)
- 1975 –  Muhammad Ali (4)
- 1976 –  George Foreman (2)
- 1977 –  Carlos Zárate
- 1978 –  Muhammad Ali (5)
- 1979 –  Sugar Ray Leonard

### 1980er
- 1980 –  Thomas Hearns
- 1981 –  Sugar Ray Leonard (2) &  Salvador Sánchez
- 1982 –  Larry Holmes
- 1983 –  Marvin Hagler
- 1984 –  Thomas Hearns (2)
- 1985 –  Marvin Hagler (2) &  Donald Curry
- 1986 –  Mike Tyson
- 1987 –  Evander Holyfield
- 1988 –  Mike Tyson (2)
- 1989 –  Pernell Whitaker

### 1990er
- 1990 –  Julio César Chávez
- 1991 –  James Toney
- 1992 –  Riddick Bowe
- 1993 –  Michael Carbajal
- 1994 –  Roy Jones junior
- 1995 –  Óscar de la Hoya
- 1996 –  Evander Holyfield (2)
- 1997 –  Evander Holyfield (3)
- 1998 –  Floyd Mayweather Jr.
- 1999 –  Paulie Ayala

### 2000er
- 2000 –  Félix Trinidad
- 2001 –  Bernard Hopkins
- 2002 –  Vernon Forrest
- 2003 –  James Toney (2)
- 2004 –  Glen Johnson
- 2005 –  Ricky Hatton
- 2006 –  Manny Pacquiao
- 2007 –  Floyd Mayweather Jr. (2)
- 2008 –  Manny Pacquiao (2)
- 2009 –  Manny Pacquiao (3)

### 2010er
- 2010 –  Sergio Martínez
- 2011 –  Andre Ward
- 2012 –  Nonito Donaire
- 2013 –  Adonis Stevenson
- 2014 –  Sergey Kovalev
- 2015 –  Tyson Fury
- 2016 –  Carl Frampton
- 2017 –  Vasyl Lomachenko
- 2018 –  Oleksandr Usyk
- 2019 –  Saúl Álvarez

### 2020er
- 2020 –  Tyson Fury (2) und  Teófimo López
- 2021 –  Saúl Álvarez (2)
- 2022 –  Dmitri Biwol

## Quelle
- Ring Magazine Fighter of the Year